# Literatura Mondo
Literatura Mondo (esp. Literární svět) bylo nejvýznamnější esperantské nakladatelství v meziválečném období a zároveň název literární revue, tímto nakladatelstvím vydávané.
Časopis založil Tidivar Schwartz v roce 1922, poté v roce 1924 vydávání převzal Maďarský esperantský institut (Hungara Esperanto–Instituto), který vedl Vincent Tóth a redaktoři Kalmán Kalocsay a Julio Baghy. Pro finanční potíže časopis v roce 1926 skončil, avšak v roce 1931 jej obnovil Vilmos Bleier a zároveň založil i nakladatelství stejného názvu. Poslední díla vyšla po válce v roce 1948.

## Publikace nakladatelství

### Publikace nakladatelství do roku 1935
- 1923:
  - Preter la vivo (Jak šel život, Julio Baghy)
  - Johano la Brava (Statečný Jan, Sándor Petöfi, přel. Kalmán Kalocsay)
- 1930
  - Hura! (Julio Baghy)
  - Viktimoj (Oběti, Julio Baghy)
- 1931
  - Mr. Tot aĉetas mil okulojn (Mr. Tot kupuje tisíc očí, Jean Forge)
  - Eterna bukedo (Věčná kytice, Kalmán Kalocsay)
  - Lingvo stilo formo (Jazyk styl forma, Kalmán Kalocsay)
  - Rimportretoj (Rýmované portréty, Kalmán Kalocsay)
  - Streĉita kordo (Napjatá struna, Kalmán Kalocsay)
  - Homaranisma laboro (Humanitní práce, Kenelm Robinson)
  - La simpla Esperanto (Jednoduché esperanto, Francisko Szilágyi)
  - Trans la fabeloceano (Přes oceán pohádek, Francisko Szilágyi)
- 1932
  - Homoj sur la tero (Lidé na zemi, Stellan Engholm)
  - La pentroarto en la malnova Hungarujo (Malířství ve starých Uhrách, napsal Genthon István, přel. Francisko Szilágyi a Kalmán Kalocsay)
  - Romaj Elegioj; La taglibro (Římské elegie, Deník, napsal Goethe, přel. K. Kalocsay)
  - Kiel fariĝi poeto aŭ Parnasa gvidlibro (Jak se stát básníkem čili Průvodce Parnasem, K. Kalocsay; G. Waringhien)
  - De paĝo al paĝo (Ludoviko Totsche)
  - La sorĉistino el Kastilio (Čarodějka z Kastilie, Salom Asch, přel. I. Lejzerovicz)
- 1933
  - Dancu, marionetoj! (Tancujte, loutky!, Julio Baghy)
  - Infero (Peklo, Dante Alighieri, přel. K. Kalocsay)
  - Enciklopedio de Esperanto (Encyklopedie esperanta, red.: L. Kökény a V. Bleier, jazykovou část K. Kalocsay, iniciátor I. Ŝirjaev.)
  - Pri l' moderna arto (O moderním umění, napsal S. Grenkamp-Kornfeld ve spolupráci s Janem Brzekowskim)
  - Hungara antologio (Maďarská antologie, red.: K. Kalocsay)
- 1934
  - Auli (Auli, Hendrik Adamson)
  - Mi komprenas fine la radion! (Konečně rozumím rádiu!, Eugeno Aisberg)
  - Dekdu poetoj (Dvanáct básníků, red.: K. Kalocsay)
  - Infanoj en torento (Děti v proudu, Stellan Engholm)
  - Arthistorio (Dějiny umění, Antono Hekler, přel. K. Kalocsay)
  - La juda ŝtato (Židovský stát, Teodoro Herzl, přel. Bernhard Selzer)
  - Cezaro (Caesar, Mirko Jelušič, přel. Ivo Rotkvič)
  - Tri homoj en boato (Tři muži ve člunu, Jerome K. Jerome, přel. G. Badash)
  - Vojaĝo en Faremidon; Du ŝipoj (Cesta do faremidy; Dvě lodi, Frederiko Karinthy, přel. Ludoviko Totsche)
  - Amo de Tooĵuuroo (Láska Tužúra, Kan Kikuči, přel. Jošiši Šimomura)
  - Vivo de Arnaldo (Arnaldův život, Benito Mussolini, přel. Kalmán Kalocsay)
  - Mia vojaĝo en Sovetio (Má cesta v Sovětském svazu, Antoni Slonimski, přel. S. Grenkamp-Kornfeld.)
  - El la notlibro de praktika esperantisto (Z deníku praktického esperantisty, K. R. C. Sturmer)
  - Tur-strato 4 (Věžová ulice 4, Hans Weinhengst)

### Publikace nakladatelství v roce 1935 a po něm
- 1935
  - Ĉeĥoslovaka antologio (Československá antologie, red. Ota Ginz a Stanislav Kamaryt)
  - Plena gramatiko de Esperanto (Úplná mluvnice esperanta, Kalmán Kalocsay a Gaston Waringhien)
  - El la „Verda Biblio“ kaj babiladoj kun Horaĉo Serĉer (Ze „Zelené bible“ a povídání s Horáčem Serčem, Izrael Lejzerowicz)
  - Romano de San Michele (Román San Michele, Axel Munthe, přel. Jenny Weleminsky)
  - Interpopola konduto (Chování mezi národy, Edmond Privat)
  - Verkoj de FeZ; Plena verkaro de Dro Felikso Zamenhof (Úplné dílo Dr. Felixe Zamenhofa)

- 1936
  - Maria kaj la grupo (Marie a skupina, Emba)
  - La verko de Chopin (Chopinovo dílo, Mieczyslaw Biernacki, přel. Jan Medrkiewicz.)
  - Rigardu la Teron (Pohlédněte na Zemi, Hendrik Willem van Loon, přel. Georgo Saville)
  - Multe pli la amo (Mnohem více lásky, L. E. Thomson)
  - Konturoj de la lingvonormigo en la tekniko (Kontury jazykové normalizace v technice, Eugen Wüster, přel. Emil Pfeffer)
- 1937
  - Arĝenta duopo (Stříbrná dvojice - jubilejní kniha o Juliu Baghym a Kolomanu Kalocsayovi)
  - La strato de fiŝanta kato (Ulice rybařící kočky, Jolanta Földes, přel. Ladislao Halka a Ladislao Spierer)
  - Ellernu! (Nauč se!, Ferenc Szilágyi)
  - Dion adori (Boha uctívat, Maria Ha de Vernyj)
- 1938
  - Mia spektro (Moje spektrum, N. Kurzens)
  - Bakŝiŝ (Bakšiš, L. N. Newell)
  - La tuta Esperanto (Celé esperanto, Henrik Seppik)
  - Ĉu li? (Cožpak on?, Henry Vallienne)
- 1939
  - Svisa antologio (Švýcarská antologie, red.: Arthur Baur)